# Gamergus stali
Gamergus stali är en insektsart som beskrevs av Metcalf 1958. Gamergus stali ingår i släktet Gamergus och familjen sköldstritar. Inga underarter finns listade i Catalogue of Life.